# 스키나
스키나(영어: Skeena)는 VIA 철도가 재스퍼에서 프린스루퍼트까지 운행하는 캐나다 여객열차이다.

## 개요
스키나는 주당 3편씩 운행되며, 재스퍼를 수요일, 금요일, 일요일에 출발하며, 프린스루퍼트에서 돌아오는 편도 같은 날에 출발한다. 성수기(5월 중순- 9월)에는 주당 4편으로 증편되기도 한다.
일반석(Comfort)은 연중 제공된다. 성수기 때는 일등석(Totem Deluxe)이 추가로 제공된다. 프린스루퍼트에서 포트하디까지 운행하는 페리를 이용할 수 있으며, 재스퍼에서 캐나디언 호를 탈 수 있다. 주의해야 할 점은 프린스조지에서 야간 정차를 하므로 그 지점을 지난 곳까지 갈 경우 숙박 시설을 미리 예약해야 한다.